# Kōtarō Takamura
Kōtarō Takamura (高村光太郎?, Takamura Kōtarō; Tokyo, 13 marzo 1883 – Tokyo, 2 aprile 1956) è stato uno scultore e poeta giapponese del periodo Shōwa.

## Biografia
Figlio dell'insigne scultore giapponese Kōun Takamura, si diplomò in scultura all'Accademia di Belle Arti di Tokyo nel 1902.
Studiò anche a New York (1906), Londra (1907) e Parigi (1908), per ritornare in Giappone nel 1909, dove visse per il resto della sua vita. Fu amico ed estimatore precoce del poeta e scrittore suo contemporaneo Kenji Miyazawa.
Le sue opere risentono di una forte influenza dell'arte occidentale (specialmente quella di Auguste Rodin, suo idolo), ma allo stesso tempo riflettono il gusto giapponese classico.
È noto anche per le sue poesie, tra cui soprattutto Chieko-sho (智恵子抄,? 1941), una raccolta dedicata alla moglie Chieko Naganuma, morta nel 1938, dalla quale nel 1967 fu tratto il film Ritratto di Chieko, nominato per il Premio Oscar come miglior film straniero.

## Opere
Elenco parziale:
- Te (mano - bronzo)

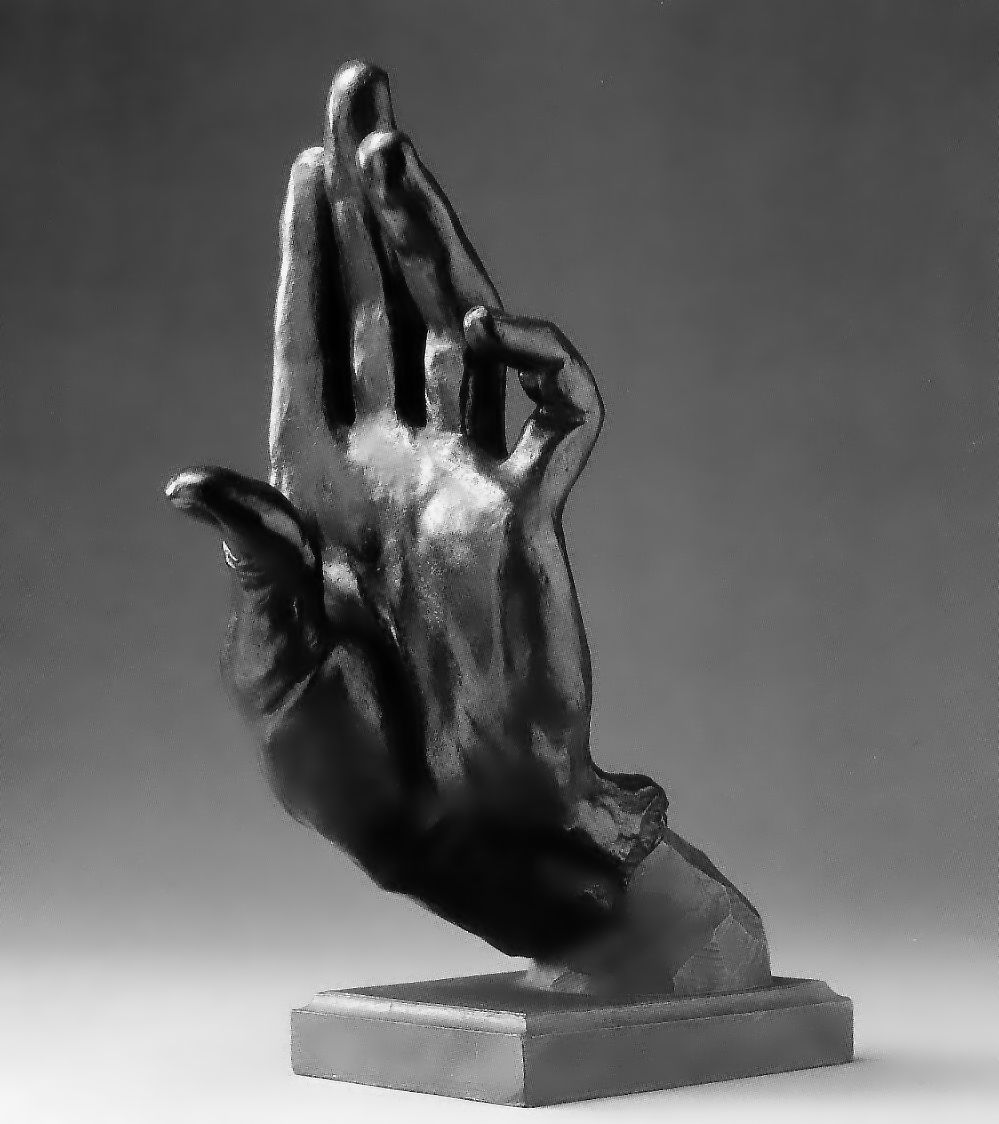
Te

- Rafu-zazou (donna nuda seduta - bronzo)
- Otome no zou / Rafu (statua di vergine / donna nuda - bronzo)
- Zakuro (melograno - legno)
- Renkon (radice di loto - legno)
- Namazu (pesce gatto - legno)
- Semi (cicara - legno)

## Pubblicazioni internazionali
- (JA, EN)  The Chieko Poems (edizione inglese con testo originale a fronte), Green Integer, 2008. ISBN 1-933382-75-9